# Conservatorio de Música de San Francisco
El Conservatorio de Música de San Francisco (en inglés: San Francisco Conservatory of Music) es una escuela de música con una matrícula de aproximadamente 400 estudiantes,  que se encuentra en la ciudad de San Francisco, en California al oeste de los Estados Unidos. El Conservatorio de Música de San Francisco fue fundado en 1917 por Ada Clement y Lillian Hodghead como la Escuela de Piano Ada Clement. Su primera ubicación fue la casa de los padres de Lillian, en el 3435 de la calle Sacramento. La escuela abrió sus puertas con tres pianos, cuatro estudios, dos pizarrones y 40 estudiantes. La Escuela de Piano Ada Clement se expandió rápidamente. Varios años después de su fundación, el nombre cambió a la Escuela de Música Ada Clement, y luego en 1923 a Conservatorio de Música de San Francisco. En 1956 el Conservatorio se trasladó de la calle Sacramento al 1201 de la calle Ortega, en  la sede de un antiguo refugio infantil. Residió allí durante cincuenta años, antes de trasladarse a su ubicación actual en el 50 de la calle Oak en 2006.